# Anders Södergren
Anders Södergren (* 12. dubna 1977 v Söderhammu) je bývalý švédský reprezentant v běhu na lyžích. Jeho styl jízdy na běžkách byl označován za kolíbavý.
V listopadu 2008 měli lékaři u Anderse Södergrena podezření na rakovinu varlat, proto se musel začátkem prosince podrobit operaci, která diagnózu nepotvrdila a Södergren se mohl vrátit k závodění.